# Daniszyn (gmina)
Daniszyn – dawna gmina wiejska istniejąca w latach 1934–1954 w woj. poznańskim (dzisiejsze woj. wielkopolskie). Siedzibą władz gminy był Daniszyn.
Gmina zbiorowa Daniszyn została utworzona 1 sierpnia 1934 roku w powiecie ostrowskim w woj. poznańskim z dotychczasowych jednostkowych gmin wiejskich: Chruszczyn, Daniszyn, Gorzyce Wielkie, Lamki, Łąkociny, Niemojewiec, Sulisław, Wierzbno i Zacharzew (oraz z obszarów dworskich położonych na tych terenach lecz nie wchodzących w skład gmin). 1 kwietnia 1939 roku do gminy Daniszyn przyłączono część obszaru gmin Odolanów i Raszków a część obszaru gminy Daniszyn przyłączono do gmin Raszków, Odolanów i Przygodzice.
Po wojnie gmina zachowała przynależność administracyjną. Według stanu z dnia 1 lipca 1952 roku gmina składała się z 9 gromad: Chruszczyn, Daniszyn, Gorzyce Wielkie, Lamki, Łąkociny, Radziwiłłów, Sulisław, Wierzbno i Zacharzew. Gmina została zniesiona 29 września 1954 roku wraz z reformą wprowadzającą gromady w miejsce gmin.
Jednostki nie przywrócono 1 stycznia 1973 roku po reaktywowaniu gmin.